# Ahmad Zia Massoud

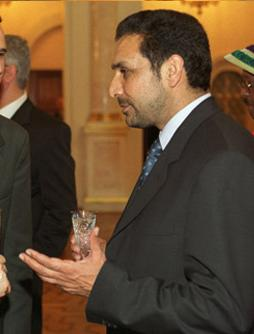
Ahmad Zia Massoud (2008) als afghanischer Botschafter in Moskau

Ahmad Zia Massoud (* 1. Mai 1956 in Ghazni) ist ein afghanischer Politiker. Er ist der jüngere Bruder des im September 2001 ermordeten Anführers der Nordallianz Ahmad Schah Massoud, und war von Dezember 2004 bis November 2009 Vizepräsident im ersten Kabinett von Hamid Karzai. Ende 2011 gründete Ahmad Zia Massoud die National Front als Neuauflage der ehemaligen United Front (Nordallianz), welche Ende 2001 mit amerikanischer Luftunterstützung die Taliban von der Macht entfernte.

## Biographie
Ahmad Zia Massoud wurde am 1. Mai 1956 in Muqur (Ghazni) geboren. Er besuchte das bekannte Lycée Esteqlal in Kabul. Massud studierte drei Jahre an der Polytechnischen Universität von Kabul.
Nach der Saurrevolution durch die kommunistische Partei Afghanistans brach er sein Studium ab und folgte seinem Bruder Ahmad Schah Massoud im Kampf gegen die Sowjetunion im Sowjetisch-Afghanischen Krieg. Von 1978 bis 1981 kommandierte Ahmad Zia Massoud die Widerstandstruppen von Paryan. Ab 1981 fungierte er als politischer Repräsentant der Dschamiat-i Islāmi in Pakistan.
Von 1996 bis 2001 kämpfte Massoud als Mitglied der Vereinten Front (Nordallianz) im Afghanischen Bürgerkrieg (1989–2001) gegen die Taliban.
Nach dem Sturz der Taliban und der Errichtung der Islamischen Republik Afghanistan ernannte ihn Hamid Karzai im Dezember 2001 zum afghanischen Botschafter in Russland. Sein Einsatzfeld wurde später auf Armenien, Weißrussland und Moldawien erweitert.
Bei den Präsidentschaftswahlen in Afghanistan 2004 trat er an der Seite von Hamid Karzai als Kandidat für die Position des Vizepräsidenten an. Nach dem Wahlsieg bekleidete er das Amt des Vizepräsidenten bis 2009. Nach Auseinandersetzungen zwischen Massoud und Karzai trennten sich die Wege der beiden Politiker. Bei den Präsidentschaftswahlen in Afghanistan 2009 trat Hamid Karzai mit Mohammed Fahim an.
2014 sollte er als Landwirtschaftsminister dem Kabinett von Aschraf Ghani angehören. Er musste aber auf den Posten verzichten, nachdem bekannt wurde, dass sein Name auf der Fahndungsliste von Interpol steht. Er wird von den estnischen Behörden wegen Steuerhinterziehung – aus einem Importhandel mit Agrargütern – gesucht.

## Berlin Statement
Ende 2011 gründete Ahmad Zia Massud zusammen mit Raschid Dostum und Hadschi Mohammed Mohaqiq die National Front, die gegen eine Rückkehr der Taliban an die Macht kämpft. Die Allianz plant mit einem eigenen Kandidaten bei der Präsidentschaftswahl in Afghanistan 2014 anzutreten. Die National Front hat auch Verbindungen zu dem ehemaligen Geheimdienstchef Afghanistans, Amrullah Saleh, und der größten Oppositionskoalition, der National Coalition von Abdullah Abdullah. Im Januar 2012 unterzeichneten die Nationale Allianz, Amrullah Saleh und US-amerikanische Kongressabgeordnete nach einem Treffen in Berlin eine gemeinsame Erklärung:

„Wir fordern einen nationalen Dialog zu einer Überarbeitung der Verfassung, um die ihr innewohnenden Fehler in Bezug auf die aktuelle Machtstruktur durch eine Dezentralisierung des politischen Systems zu korrigieren und somit mit der diversen politischen, sozialen und kulturellen Landschaft Afghanistans besser zu vereinen. Das afghanische Volk verdient und braucht eine parlamentarische Form der Demokratie anstatt eines Personen-zentrierten Präsidialsystems.

Wir glauben nachdrücklich daran, dass jegliche Verhandlungen mit den Taliban nur dann akzeptabel und damit effektiv sein können, wenn alle Parteien, die an diesem Konflikt beteiligt sind, auch in den Friedensprozess involviert werden. Die aktuelle Art der Diskussionen mit den Taliban ist fehlerhaft, da sie Anti-Taliban-Afghanen ausschließt. Es muss daran erinnert werden, dass die Taliban-Extremisten und ihre Al-Qaeda-Unterstützer von den Afghanen, die dem Extremismus Widerstand geleistet haben, besiegt wurden, mit nur minimaler Bodenunterstützung durch [Spezialeinheiten der] Vereinigten Staaten und der internationalen Gemeinschaft. Die aktuellen Verhandlungen mit den Taliban berücksichtigen nicht die Risiken, Opfer und legitimen Interessen der Afghanen, welche die brutale Unterdrückung aller Afghanen beendet haben.

Um den Rückzug der internationalen Truppen zu beschleunigen, glauben die Teilnehmer [dieser Konferenz] daran, dass es essentiell ist, regionale und nationale Institutionen zu stärken, die gesamtheitlich sind und die Bedenken aller Gemeinden Afghanistans repräsentieren. Die Teilnehmer sind für einen Wandel im Wahlsystem von einer einzigen nicht übertragbaren Stimme hin zu einer national akzeptierten Variante des proportionalen repräsentativen Systems mit gleichen Möglichkeiten für unabhängige Kandidaten, die politischen Parteien oder Stammesrepräsentanten. Wir unterstützen zudem die direkte Wahl von Gouverneuren und die Ermächtigung von Provinzräten. Direkt [vom Volk] gewählte Gouverneure und Provinzräte sollten mit der Autorität versehen werden, Budgets zu erstellen und Einnahmequellen zu schaffen, die Polizei und das Gesundheitssystem zu leiten sowie Autorität über die Bildung herzustellen, so sie dies wünschen.“

Die Asia Times analysierte, "wie die Gruppierungen der Nordallianz es sehen, verfolgt Pakistan [Unterstützer der Taliban] eine Strategie des Aussitzens in Bezug auf die Zeitspanne von heute bis 2014 - das Datum für den Rückzug der US-Truppen - um dann die Taliban neu zu formieren und einen Versuch zu unternehmen, die Macht in Kabul an sich zu reißen. Die starke Einigkeit [der Nordallianz] in Berlin zeigt, dass sie nicht einfach am Rande stehen und einem ausschließlichen US-Taliban-Pakistan Deal, der ihrer Nation auferlegt wird [und von dem sie ausgeschlossen werden], weichen werden."

## Weitere Literatur
- Offizielle Facebook-Präsenz Ahmad Zia Massouds
- Proteste der Hazara-Fraktion der National Front in Kabul 2008 (1),(2)
- Reaktion der National Front auf die Anschläge in Kabul (6. Dezember 2011)
- Yahya Massoud (Bruder von Ahmad Zia Massoud), Djeyhoun Ostowar: Perspectives and prospects of negotiating with the Taliban. 12. Januar 2012
- There's more to peace than Taliban. In: Asia Times. 12. Januar 2012